# Andrea Guatelli
Andrea Guatelli (Parma, 5 maggio 1984) è un calciatore italiano, portiere del Balerna.

## Carriera
Inizia la carriera nelle giovanili del Parma fino a raggiungere la prima squadra nella stagione 2001-2002. Nella stagione 2003-2004 passa in prestito al Fiorenzuola in Serie D dove disputa 34 partite contribuendo al sesto posto finale della formazione emiliana, a un passo dai playoff.
Nell'estate 2004 si trasferisce in Inghilterra al Portsmouth, neopromosso in Premier League. Qui rimane complessivamente due anni e mezzo, nei quali non scende mai in campo in campionato, giocando solamente nel campionato riserve, in Coppa d'Inghilterra e FA Cup; nel marzo 2006 viene ceduto in prestito all'Oxford United, dove viene impiegato in 4 occasioni nel campionato di Division One. Nel gennaio 2007 passa in prestito allo Zurigo, nella Super League svizzera; la formazione elvetica (che ne riscatta interamente il cartellino nel 2008) lo utilizza come riserva del titolare Johnny Leoni.
Con lo Zurigo debutta anche in Coppa UEFA, il 6 dicembre 2007 contro lo Spartak Mosca. A partire dalla stagione 2010-2011 trova maggior spazio, alternandosi con Leoni e difendendo la porta zurighese nelle partite di Europa League. Da gennaio 2014 è in forza al Chiasso.

## Palmarès

### Club

#### Competizioni nazionali
- Campionato svizzero: 1

Zurigo: 2008-2009